# الجعاونة (أهل أنكاد)
الجعاونة هي إحدى مشيخات المملكة المغربية، تتبع جغرافيا لعمالة وجدة أنكاد وإداريًا لأهل أنكاد. يقدر عدد سكانها بـ 3872 نسمة حسب الإحصاء الرسمي للسكان والسكنى لسنة 2004.